# Adorația magilor (pictură de Velázquez)
Adorația magilor este o pictură barocă din 1619 a artistului spaniol Diego Velázquez, care se află acum în Muzeul Prado. Acesta îi înfățișează pe cei trei magi care aduc daruri copilului Hristos: Melchior, care îngenunchează în prim plan; Baltazar, care stă în spatele lui purtând o pelerină roșie și având un guler din dantelă; și Gaspar, care apare între celelalte două personaje. Un tânăr neidentificat privește scena din spatele lui Baltazar. Îngenunchind lângă Fecioara, în stânga sa, este Sfântul Iosif. Mărimea și formatul picturii indică faptul că a fost realizat pentru un altar.
Carl Justi a lăudat Adorația Magilor ca fiind „distinsă de o mare putere de colorare și clarobscur”.

## Istorie
Cea mai timpurie înregistrare a acestui tablou este din aproximativ anul 1764, când s-a fost în Noviciatul iezuit din San Luis, Sevilla. A fost dat Muzeului Prado de către Ferdinand al VII-lea în 1819.